# Jeanne Forain
Jeanne Forain, née Jeanne Marie Eulalie Bosc à Paris 4e le 25 janvier 1865  et morte  au Chesnay le 17 juin 1954, est une peintre et sculptrice française.

## Biographie

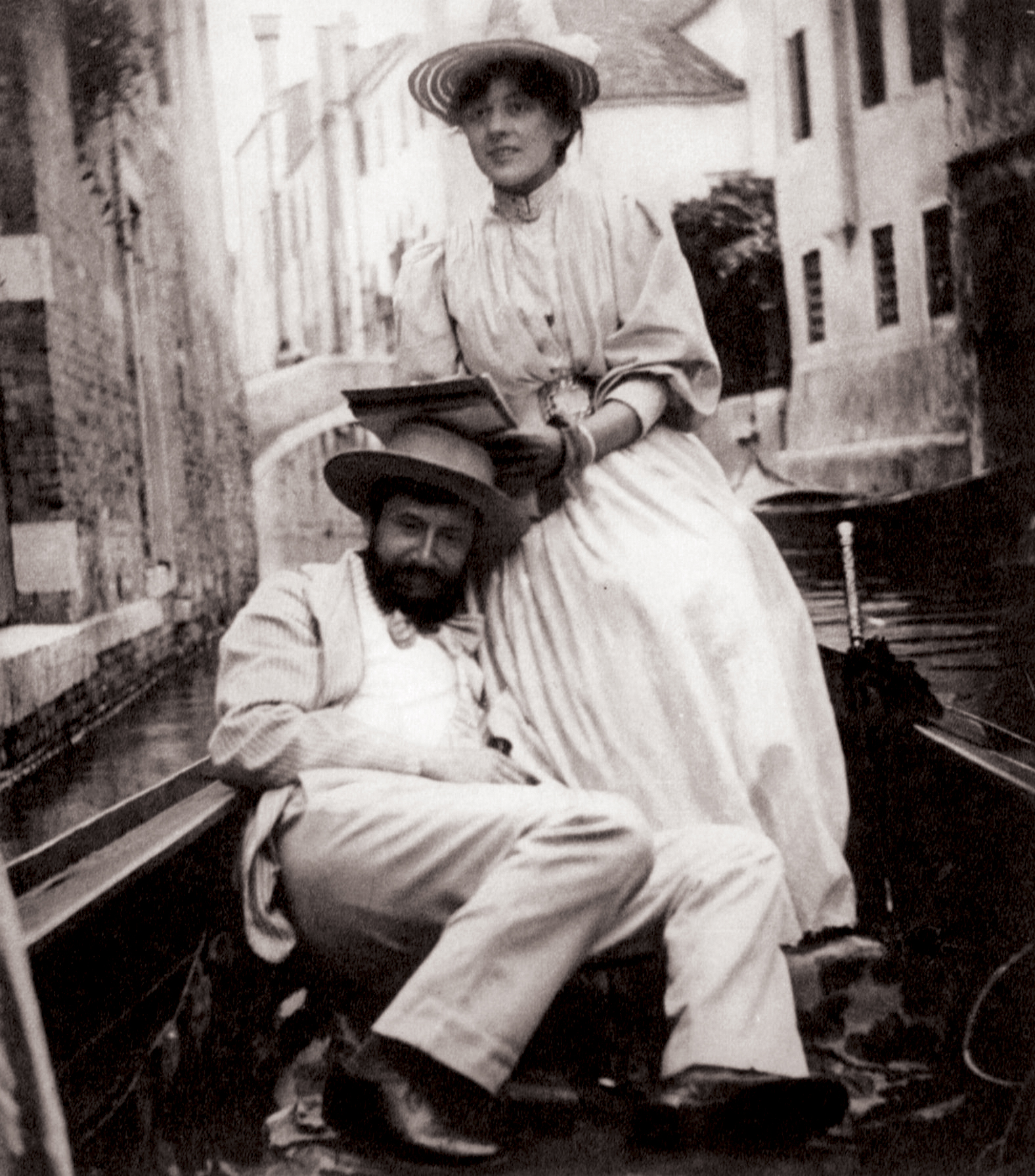
Jeanne Bosc et Jean-Louis Forain à Venise, 1899. Photographie de Giuseppe Primoli.

Jeanne Bosc épouse en 1891 le peintre Jean-Louis Forain (1852-1931), un des caricaturistes les plus célèbres de la Belle Époque . 
Elle est l'aînée de quatre enfants. Son père est professeur de français-latin-grec au collège jésuite Rollin à Paris, et sa mère exerce bénévolement le métier de sage-femme. Camille Pissarro remarque le premier le talent de Jeanne alors que la famille Bosc est installée à Auvers-sur-Oise et encourage la jeune fille à s’engager dans la voie de la peinture. De retour à Paris, ses parents l'autorisent à travailler au musée du Louvre et dans divers ateliers.  
La carrière artistique de Jeanne Forain débute dès 1889, date à laquelle elle est admise au Salon des artistes français. Elle expose ensuite à celui de la Société nationale des beaux-arts en 1890 et 1925. Elle expose à la Société des humoristes français après la Première Guerre mondiale et au Salon national indépendant en 1938. Elle cède occasionnellement ses œuvres aux marchands de Jean-Louis Forain tels les frères Bernheim ou Mme Allard.  
Le couple Forain est très lié, entre autres, avec Robert de Montesquiou, Edgar Degas, Henri et Marie de Régnier, Anna de Noailles, etc. Les membres de sa famille, ses amis, des relations, ainsi que le Paris littéraire et mondain lui servent de modèles pour ses portraits qui s’inscrivent dans une veine post-impressionniste. C’est dans les représentations d'enfants que Jeanne Forain se démarque particulièrement. Elle a également sculpté des marionnettes pour le théâtre des Nabots qu'elle fonde en 1904. Ses proches l'entourent dans ce projet artistique : Jean-Louis Forain dessine pour la couverture du fascicule, Caran d'Ache crée les décors et Charles-Marie Widor est à l'œuvre en ce qui concerne la composition musicale. Les représentations, où le Tout-Paris se presse, sont au profit d’enfants défavorisés. 
Jeanne Forain est inhumée au cimetière du Chesnay aux côtés de son époux.
Une exposition monographique lui est consacrée au musée Alfred-Canel à Pont-Audemer dans le cadre du festival Normandie impressionniste 2016.
Ses œuvres sont présentes dans plusieurs collections publiques françaises : à Paris au Petit Palais, au Centre national des arts plastiques, au musée Carnavalet, et à Pont-Audemer au musée Alfred-Canel et dans la collection privée Thomas Meerman (Paris, France).